# Palazuelo de Vedija
Palazuelo de Vedija és un municipi de la província de Valladolid a la comunitat autònoma espanyola de Castella i Lleó. Limita amb Villaesper, Morales de Campos, Villafrechós, Villamuriel de Campos, Aguilar de Campos, Moral de la Reina i Berrueces.

## Demografia
| 1991 | 1996 | 2001 | 2004 |
| ---- | ---- | ---- | ---- |
| 259  | 235  | 242  | 241  |